# Шрек 5
Шрек 5 (енгл. Shrek 5) је предстојећи амерички анимирани фантастично-хумористички филм, који представља наставак филма Шрек срећан заувек (2010), пето главно остварење, и седмо свеукупно остварење у франшизи Шрек. Сценарио је написао Мајкл Макалерс на основу приче Криса Меледандрија, који је такође био продуцент филма. Гласове у филму позајмљују Мајк Мајерс, Еди Марфи, Камерон Дијаз и Антонио Бандерас.
Пети филм о Шреку је првобитно био планиран када је Шрек 2 (2004) остварио финансијски и критички успех, а датум изласка је планиран за 2013. годину. Међутим, када је бивши извршни директор студија DreamWorks, Џефри Катценберг, одлучио да оконча франшизу четвртим филмом, планови за пети део су напуштени и Шрек срећан заувек је објављен као последњи филм у серијалу. Међутим, развој новог наставка је поново почео 2014, а Universal Pictures је званично потврдио продукцију петог филма о Шреку када је његова матична компанија NBCUniversal купила DreamWorks Animation 2016. године.
Филм ће у америчким биоскопима бити објављен 30. јуна 2027. године.

## Гласовне улоге
| Глумац           | Улога           |
| ---------------- | --------------- |
| Мајк Мајерс      | Шрек            |
| Еди Марфи        | Магарац         |
| Камерон Дијаз    | принцеза Фиона  |
| Антонио Бандерас | Мачак у чизмама |
| Зендеја          | Фелиша          |